# Zeche Gneisenau

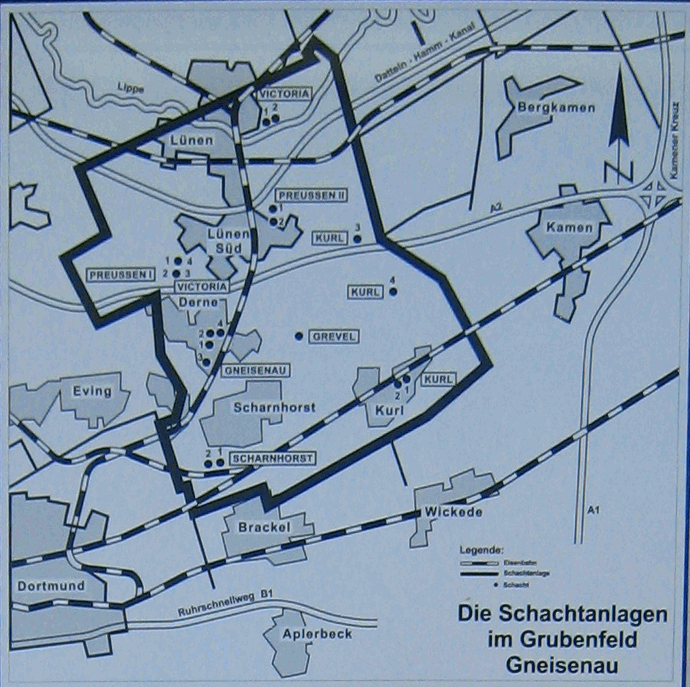
Das Grubenfeld der Zeche Gneisenau

Die Zeche Gneisenau war ein Steinkohlen-Bergwerk im Dortmunder Stadtteil Derne.

## Geschichte
Nach Verleihung der Grubenfelder Union im Jahre 1872 an die Bohrgesellschaft Union aus Neuss erhielt die „Gewerkschaft Gneisenau“ am 3. September 1873 die Bauerlaubnis zur Anlage einer Kohlenzeche. Namensgeber der Zeche war der preußische Generalstabschef August Graf Neidhardt von Gneisenau. 
Das Abteufen der Schächte begann 1873, wobei sich schon frühzeitig Schwierigkeiten aufgrund hohen Wassereinbruchs ergaben. Am 27. März 1875 wurden in 173 m Tiefe Wasseradern angebohrt, so dass der Schacht bereits nach sechs Stunden vollgelaufen war und die Arbeiten zunächst eingestellt werden mussten. Aus finanziellen Gründen und erst nach Umwandlung in eine Aktiengesellschaft, sowie die Übernahme durch ein belgisches Unternehmen, konnten die Arbeiten am 1. Juni 1882 wieder aufgenommen werden. Im Jahre 1886 wurde die Schachtsohle (383 m) erreicht und die Förderung aufgenommen. Die geförderte Kohle, 230.000 Jahrestonnen bei einer Belegschaft von über 1.000 Arbeitern, wurde 1890 nach Inbetriebnahme der Kokerei zu Koks weiterverarbeitet.
1891 wurden die Zechen Gneisenau, Scharnhorst und Preußen durch die Harpener Bergbau AG übernommen. Anfang des 20. Jahrhunderts kamen weitere Zechen im näheren Umfeld dazu:
- 1899: Zeche Kurl
- 1908: Gewerkschaften Victoria und Kobold bei Lünen
- 1925: Zeche Massener Tiefbau bei Unna

Im Jahre 1903 wurde mit dem Schacht Gneisenau 3 ein dritter Schacht geteuft. Alle drei Schächte erhielten als Fördergerüst einen nach Bergwerksdirektor Eugen Tomson benannten Tomson-Bock, von denen der über Schacht 2 bis heute erhalten ist.
An Stelle der alten Kokerei wurde 1927–1928 eine moderne Zentralkokerei errichtet, die 1929 durch ein großes Gasometer erweitert wurde. Der zur Wetterführung der Zeche Preußen in den Jahren 1925–1927 geteufte Wetterschacht Grevel wurde nach deren Stilllegung 1929 von der Zeche Gneisenau weiterbetrieben. Zur Anbindung an den Schiffsverkehr diente die 1930 in Betrieb gegangene Zechenbahn zwischen der Schachtanlage Gneisenau und dem 1914 eröffneten Preußenhafen am Datteln-Hamm-Kanal in Lünen-Süd. Durch die Zusammenlegung der verschiedenen Zechen wurde die Anlage eines vierten Schachtes auf Gneisenau erforderlich, der am 10. September 1932 in Betrieb ging.
1934 ging über dem neuen Zentralförderschacht Gneisenau 4 das in seiner Konstruktion einmalige Doppelbockstrebengerüst in Betrieb. 1935 wurde mit 2.500 Beschäftigten erstmals mehr als 1 Million t Steinkohle gefördert. 
Während des Zweiten Weltkriegs wurden auf der Zeche Gneisenau Kriegsgefangene eingesetzt. Sie waren in einem Barackenlager an der Derner Straße untergebracht. Durch alliierte Bombenangriffe wurden die Tagesanlagen der Zeche schwer beschädigt. 
1945 wurde die Produktion zwei Monate nach Kriegsende wieder aufgenommen und kontinuierlich gesteigert. Bis Mitte der 1970er Jahre wurde mit über 6.000 Beschäftigten eine Produktion von 4,5 Millionen Jahrestonnen erzielt.
1963 erfolgte der Verbund mit der Zeche Victoria in Lünen. Ebenso wurde das Fördergerüst über Schacht 3 umgebaut. Es erhielt einen von Fritz Schupp entworfenen, 68 Meter hohen Förderturm mit einer automatischen Gefäßförderung. Dieser Schacht löste Schacht 4 als Zentralförderschacht ab.
1969 wurde die Zeche Gneisenau Teil der Ruhrkohle AG. 1970 ist die Zeche mit 6.000 Mitarbeitern und über 3 Millionen Tonnen Jahresförderung die größte Zeche im Ruhrgebiet. 1974 beschäftigte Gneisenau mehr als 6.300 Bergleute und erreichte mit 4,2 Millionen Tonnen Steinkohle die höchste Jahresproduktion des Bergwerks, welches zeitweise zu den größten in Europa zählte. Heinz Günther, der ehemalige Direktor der Zeche, wurde 1974 zum Vereinspräsidenten von Borussia Dortmund gewählt und hatte dieses Amt bis 1979 inne. Die Zeche war 1981 einer der Drehorte des Films Jede Menge Kohle von Adolf Winkelmann.
Die Stilllegung und Einstellung der Förderung auf Gneisenau erfolgte am 4. August 1985. Die auf der Zeche vorhandene Kokerei produzierte noch bis zu ihrer Stilllegung im Jahre 1989. Die Kohlen aus den Feldern Victoria 1/2 und Kurl 3 wurden bis 1991 bzw. 1998 auf der Zeche Haus Aden gehoben. Bis 1999 diente der Schacht 4 als Befahrungsschacht für die zentrale Wasserhaltung; anschließend wurde er, wie alle anderen Schächte, verfüllt. 
Auf den großen Betriebsflächen sind heute lediglich zwei Fördergerüste, ein Tomson-Bock und ein Doppelbockfördergerüst, erhalten. Diese Industriedenkmale wurden als Baudenkmale in die Denkmalliste der Stadt Dortmund eingetragen. Die erhaltenen Bauten befinden sich im Besitz der Stiftung Industriedenkmalpflege und Geschichtskultur. 2006 wurde auf Teilen der Fläche von der Montan-Grundstücksgesellschaft mbH ein Einzelhandelszentrum errichtet.
Das Planum der ehemaligen Zechenbahn wird heute unter der Bezeichnung „Gneisenau-Trasse“ als Rad- und Wanderweg benutzt.

## Grubenfeld
Die Gesamtberechtsame Gneisenau bildete nach Zusammenschluss der ehemals selbstständig fördernden Schachtanlagen Gneisenau, Scharnhorst, Kurl, Preußen I, Preußen II und Victoria einen geschlossenen Felderbereich von ca. 69,8 km² mit einer streichenden Erstreckung von ca. 7,5 km und einer querschlägigen Ausdehnung von ca. 9 km.
Das Feld markscheidete im Osten mit dem Feld Grimberg, im Süden mit dem bereits 1925 stillgelegten Feldern Zeche Massener Tiefbau und Zeche Vereinigtes Hörder Kohlenwerk, im Westen mit der Zeche Minister Stein und im Nordwesten und Norden mit den Achenbach Feldern.
Die bauwürdigen Teile des Grubenfeldes sind vorwiegend durch Streusiedlungen, kleinere Ortschaften sowie land- und forstwirtschaftlich genutzte Flächen überdeckt. Autobahn, Wasserwege und Bundesbahnstrecken bedingten für einige Abbauschwerpunkte eine gewisse Bergschadenempfindlichkeit.
Die Lagerstätte wurde im Norden, Osten und Westen der Berechtsame durch die weiträumig, flach ausgebildete Bochumer Mulde geprägt (Baufelder Gneisenau, Kurl 3, Victoria 3/4 und Victoria 1/2). Die im Süden anstehende steile Lagerung war durch deutliche Schollentektonik (bedingt durch zahlreiche große und kleine Überschiebungen im Baufeld Scharnhorst) gekennzeichnet.
Die querschlägige Erstreckung des Grubenfeldes reichte von Süden nach Norden über den Stockumer Sattel, den Kaiserstuhler Sattel und die Bochumer Mulde bis zum Südflügel des Wattenscheider Sattels. Aufgeschlossen waren die Flöze der Essener, Bochumer und Wittener Schichten (Flöz Zollverein bis Flöz Mausegatt).
Zwei große Überschiebungen, der Scharnhorster Wechsel mit ca. 300 m Verwurf und der Sutan mit fast 800 m Verwurf, drei große Sprünge (Achenbacher, Kurler und Unnaer Sprung mit Verwurfmaßen von 250 bis 600 m) und drei große Blattverschiebungen (Gneisenauer, Kurler und Husener Blatt) bildeten natürliche Baugrenzen. 
Außerdem war das Grubenfeld durch eine große Anzahl mittlerer und kleiner Sprünge und Blätter gestört. Das diskordant vom Deckgebirge überlagerte Karbon fiel mit 3 bis 5 gon nach Norden ein; seine Mächtigkeit betrug 120 m an der südlichen und 450 m an der nördlichen Markscheide.

## Galerie

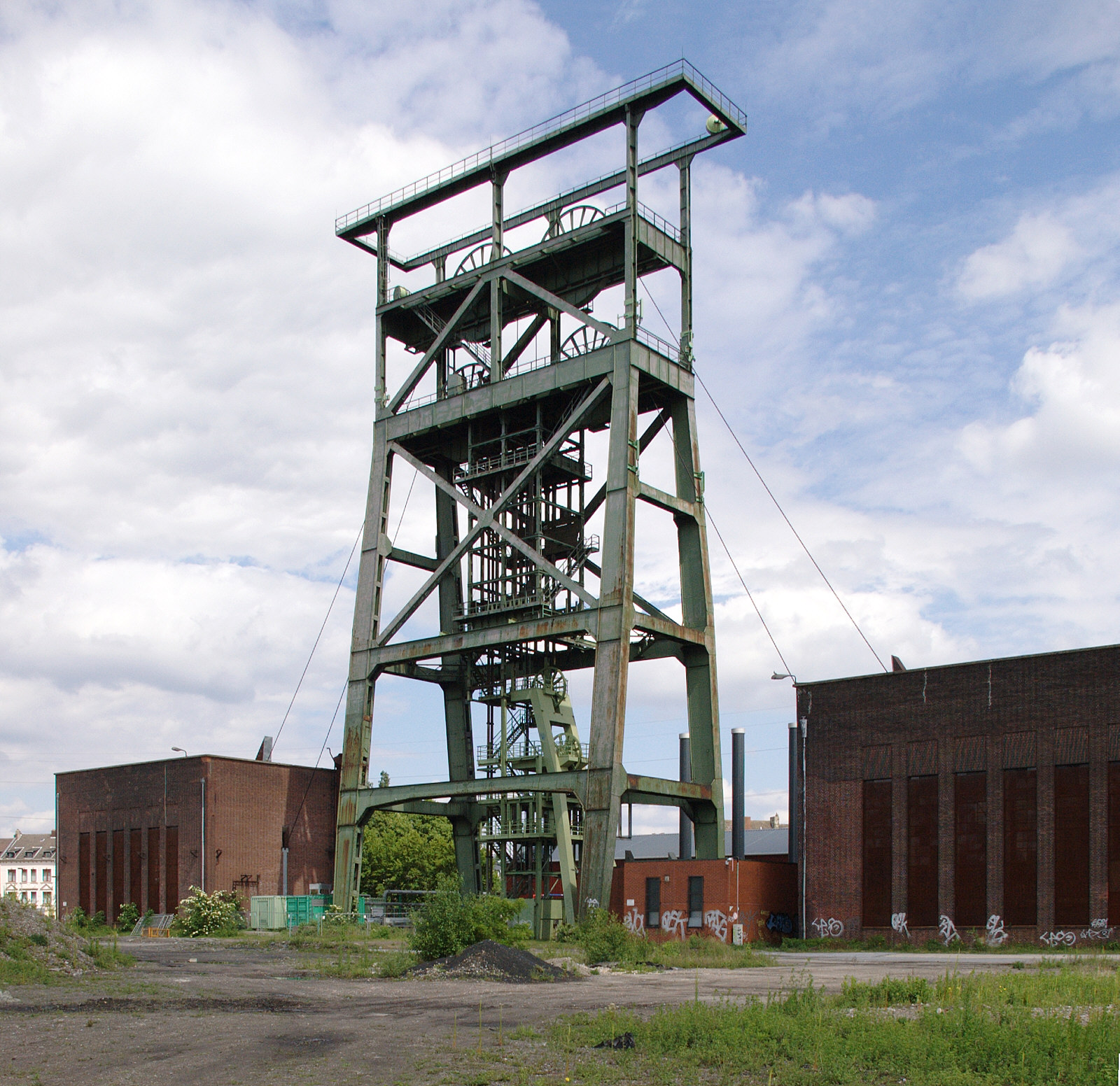
Doppelbock-Fördergerüst 2007
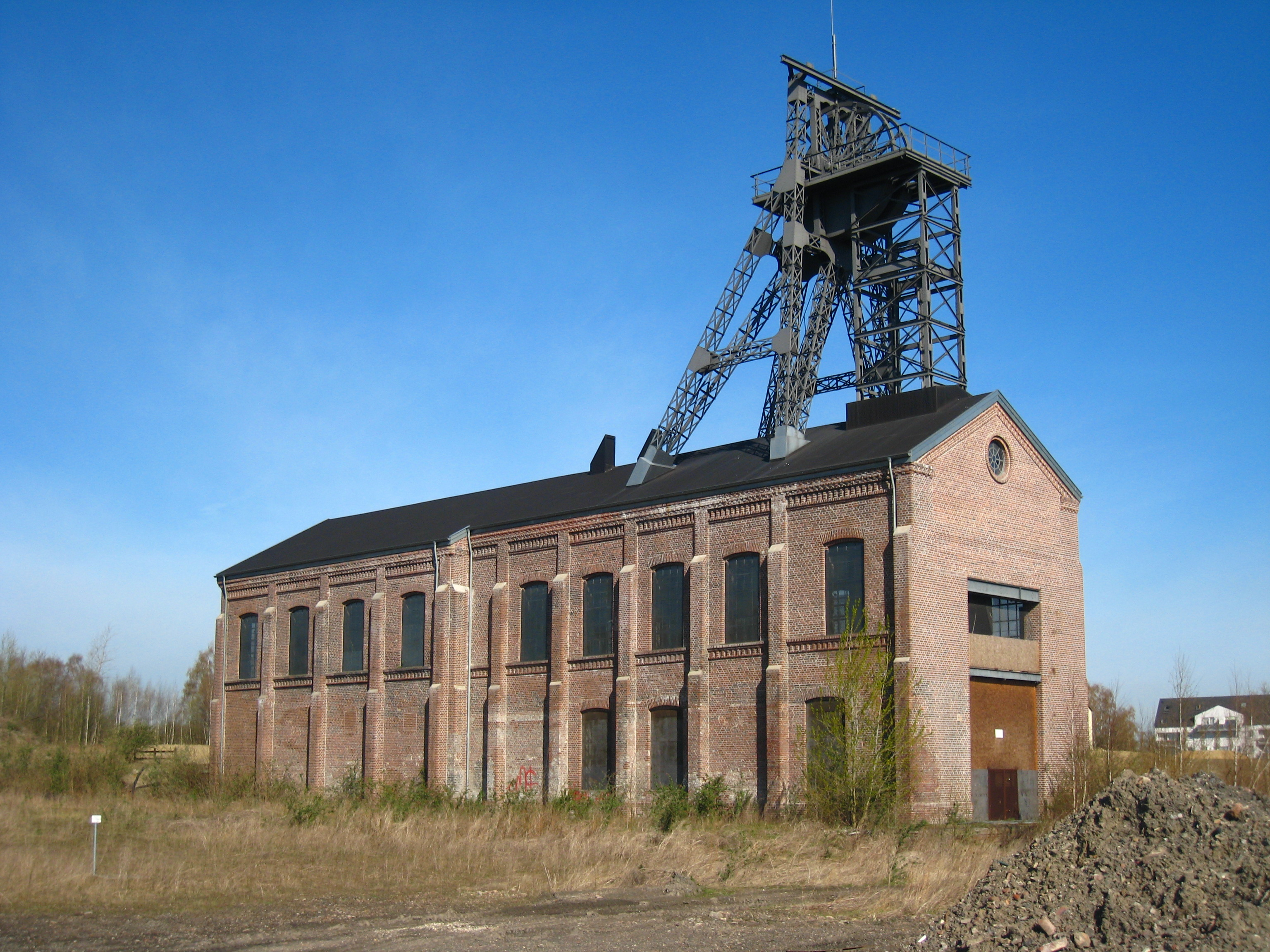
Fördergerüst der Bauart Tomson der Zeche Gneisenau 2008
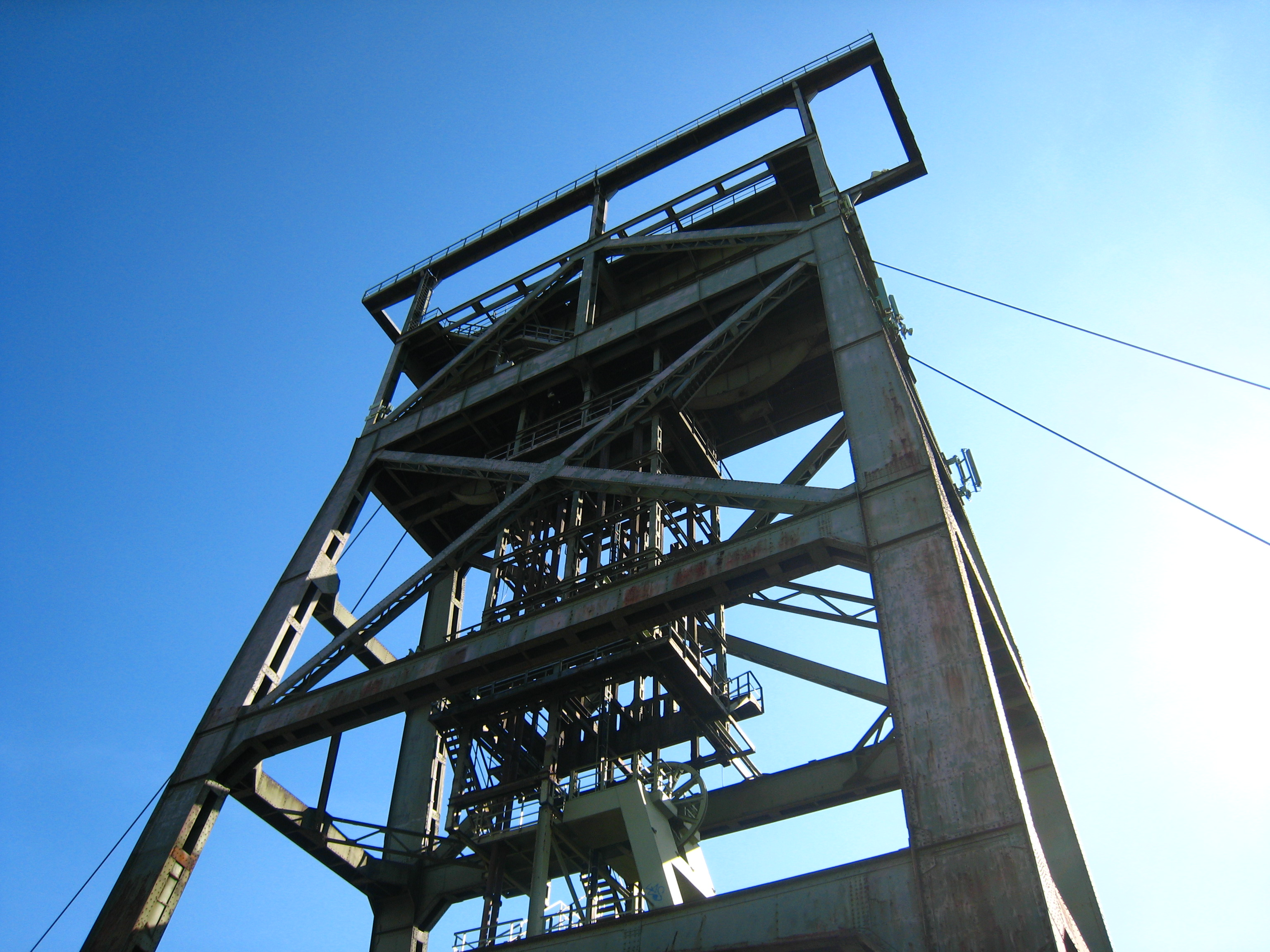
Doppelbock-Fördergerüst der Zeche Gneisenau 2008
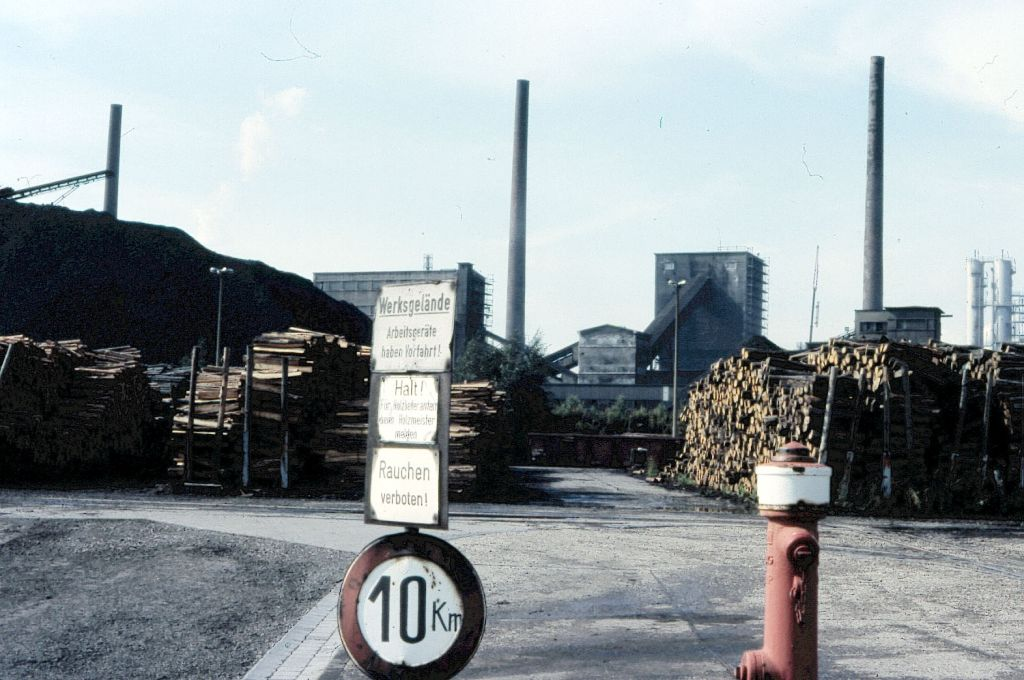
Holzplatz der Zeche Gneisenau 1980er Jahre
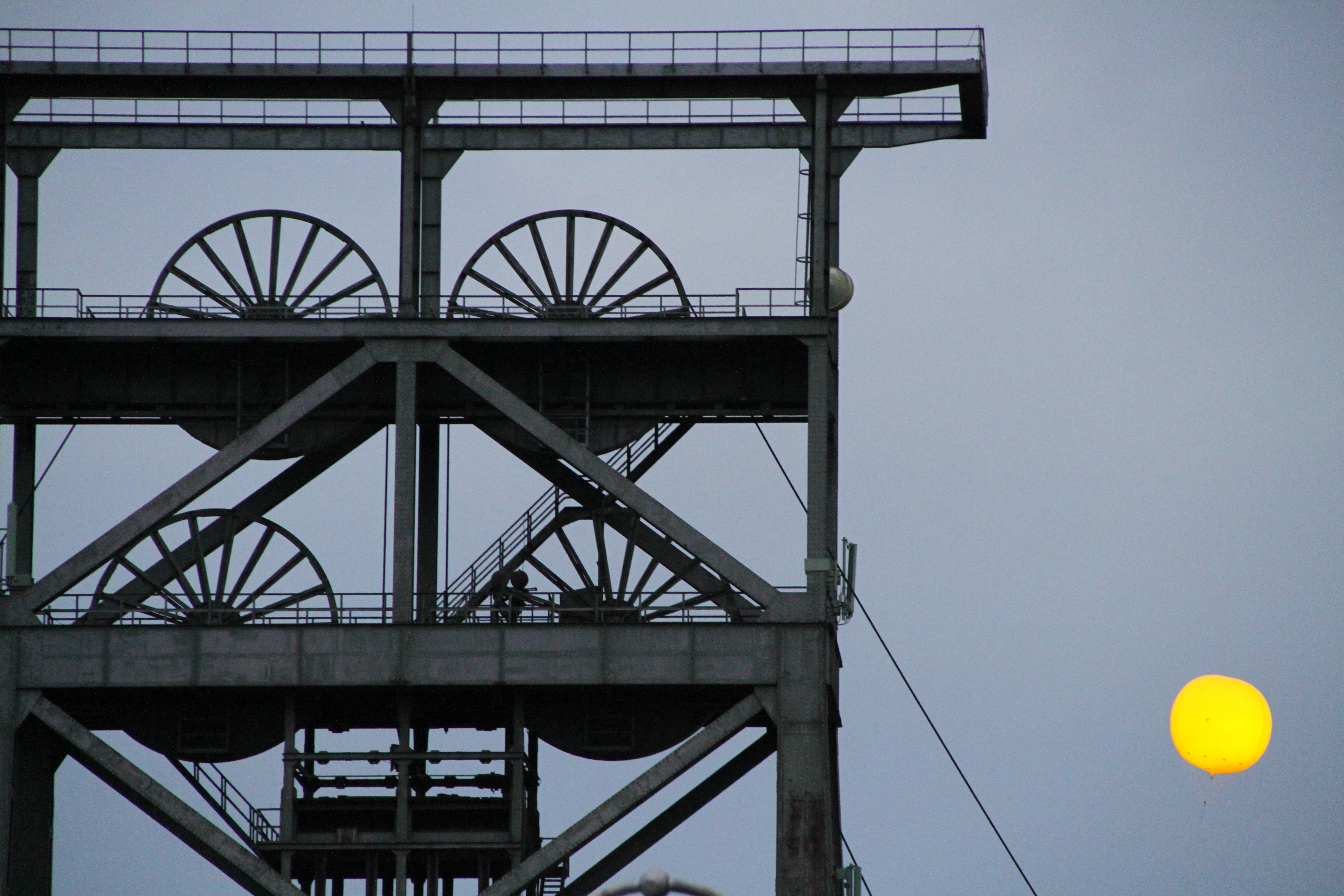
Schachtzeichen Bergwerk Gneisenau Schacht IV am 29. Juni 2010
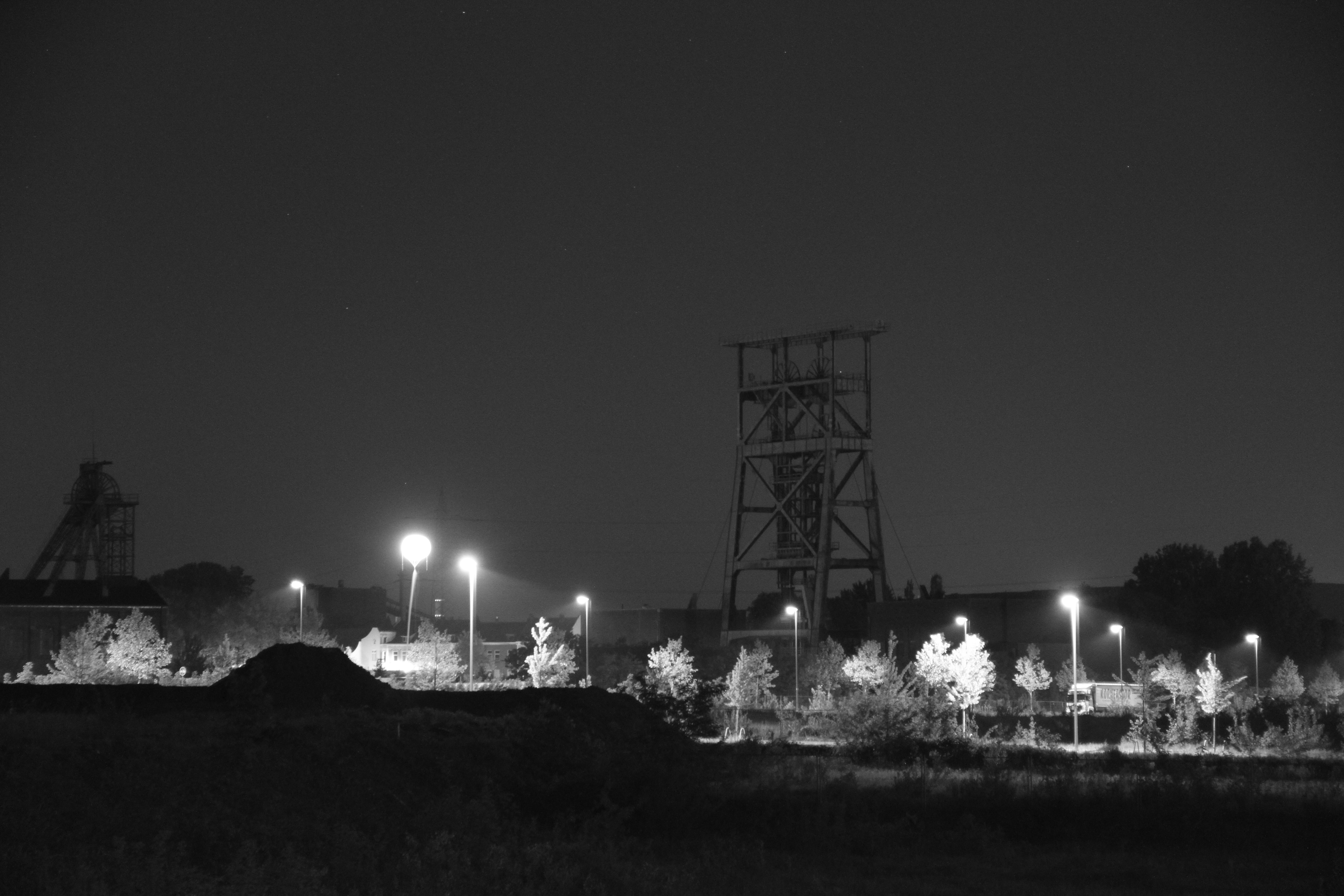
Schachtzeichen Bergwerk Gneisenau Schacht II und Schacht IV am 29. Juni 2010